# Jonathan Clements
Jonathan Michael Clements (9 luglio 1971) è uno scrittore e sceneggiatore britannico.
Le sue opere di saggistica includono biografie di Confucio, Koxinga e Qin Shi Huangdi, il primo imperatore della Cina, oltre a rubriche mensili di opinione per la rivista Neo. È anche coautore di enciclopedie di anime e serie televisive giapponesi.

## Biografia
Clements parla sia cinese che giapponese e molte delle sue opere riguardano l'Asia orientale. Ha scritto il suo master all'Università di Stirling sulle esportazioni di manga e anime, prevedendo l'aumento di diverse tendenze nell'industria internazionale, tra cui la stampa back-to-front, gli investimenti americani diretti in anime e la proliferazione di tentativi di sostituzione di prodotti non giapponesi. Successivamente ha tradotto oltre settanta opere di anime e manga per distributori britannici e ha lavorato come doppiatore e attore. Ha scritto il suo dottorato di ricerca presso l'Università del Galles sulla storia industriale dell'animazione giapponese, poi pubblicato dal British Film Institute come Anime: A History.
Ha lavorato per due anni alla Titan Books di Londra come redattore della rivista Manga Max, un'esperienza che avrebbe poi romanzato nell'avventura Judge Dredd Trapped on Titan. Nel 2000 ha ricevuto il Japan Festival Award per l'eccezionale contributo alla comprensione della cultura giapponese, in particolare per il suo lavoro su Manga Max.

## Libri
- The Moon in the Pines (2000)
- The Anime Encyclopedia: A Guide to Japanese Animation Since 1917
- The Dorama Encyclopedia: A Guide to Japanese TV Drama Since 1953 (2003, con Motoko Tamamuro)
- The Pirate King: Coxinga and the Fall of the Ming Dynasty (2004, Coxinga, 2005)
- Confucius: A Biography (2004, seconda ed. ampliata 2017)
- A Brief History of the Vikings (2005)
- The First Emperor of China (2006, seconda ed. 2015)
- Wu (2007, seconda ed. 2014)
- Beijing: The Biography of a City (2008, seconda ed. come An Armchair Traveller's History of Beijing (2016)
- Mannerheim: President, Soldier, Spy (2009)
- A Brief History of the Samurai (2010)
- Admiral Togo: Nelson of the East (2010)
- A Brief History of Khubilai Khan (2010)
- Sun Tzu's Art of War: A New Translation (2012)
- An Armchair Traveller's History of the Silk Road (2013)
- Anime: A History (2013)
- An Armchair Traveller's History of Finland (2014)
- Christ's Samurai: The True Story of the Shimabara Rebellion (2016)
- A Brief History of the Martial Arts (2016)
- A Brief History of Japan Samurai, Shōgun and Zen: The Extraordinary Story of the Land of the Rising Sun (2017)
- The Emperor's Feast: A History of China in Twelve Meals (2021)
- Japan at War in the Pacific: The Rise and Fall of the Japanese Empire in Asia (1868–1945) (2022)